# Ajuricaba
Ajuricaba este un oraș în Rio Grande do Sul (RS), Brazilia.